# Liv
 For alternative betydninger, se Liv (flertydig). (Se også artikler, som begynder med Liv)
Livet er den egenskab som deles af alle organismer. Fysiske objekter kan deles i dem med liv og dem uden, enten fordi de er ophørt med at være levende (er døde) eller fordi de helt mangler denne egenskab og klassificeres som døde ting. Der eksisterer forskellige former for liv, f.eks. planter, dyr, svampe, protister, arkæer og bakterier. Biologi er traditionelt den gren af videnskaben, der beskæftiger sig med liv, skønt det nyere begreb livsvidenskab 
også er i brug.
Levende organismer består af én celle eller flere celler, der har et stofskifte og kan opretholde en indre ligevægt (homøostase), ligesom de kan vokse, reagere på stimuli og formere sig. De kan desuden tilpasse sig deres omgivelser gennem evolution i løbet af flere generationer. Indtil nu kendes liv kun fra biosfæren på Jorden. Kulstof, nitrogen og vand er vigtige komponenter for liv. Organismer der er så små, at man skal se dem via et mikroskop, kaldes mikroorganismer.
Prokaryoter (uden cellekerne) har en typisk diameter på 0,1-10 um - og eukaryoter (med cellekerne) har en typisk diameter på 10-100 um. Der findes exceptionelle store enkeltcellede eukaryoter, med mange cellekerner, på op til 20 cm i diameter; fx Xenophyophore, som lever på havbunden.
Jorden er det eneste sted i universet, hvor vi ved, der er liv. Forskere har fundet spor af liv så tidligt som for 3.770 millioner år siden og måske for 4.280 millioner år siden.

## Definitioner på liv
Nogle velkendte egenskaber ved liv er:
- Fødeoptagelse
- Ånding
- Reproduktion
- Ekskretion
- Reaktivitet overfor stimuli
- Selvbevægelse

Der er mange organismer som bliver betragtet som levende, men som ikke opfylder alle ovenstående punkter. For eksempel er et frø eller en spore ikke i stand til selvbevægelse. Mange bakterier respirerer ikke, men anvender andre kemiske systemer.
Liv kan også defineres som det udødelige DNA, der passerer fra generation til generation med kønscellerne. Fra denne kønslinje afspringer den dødelige soma eller kroppen i hver generation. Dannelsen af individet afhænger af transskriptionen af det genetiske kode ved hjælp af RNA, der således bestemmer de enzymer og andre proteiner, der dannes, og dermed kontrollerer cellens metabolisme.
Mere overordnet kan "liv" beskrives som noget der er i stand til at reproducere sig selv samt har et stofskifte. Denne definition får straks frøet og bakterien fra ovenstående eksempel til at "passe bedre ind". Virus bliver typisk ikke betragtet som organismer, fordi de alene ikke kan formere sig eller lave stofskifte, men kræver en vært. Dog har nye genetiske undersøgelser ændret denne opfattelse, da det har vist sig at virus nedstammer fra en fælles stamform med moderne celler.
En del forskere mener ikke at vi endnu (2007) har definitionen på liv. NASA definerer liv som "et selvopretholdende kemisk system, som er i stand til Darwinistisk evolution".

## Livets kemi
De levende organismer er karakteriseret ved deres cellers opbygning og funktion af biokemiske (organiske) molekyler. Det er kun få grundstoffer, der leverer langt størstedelen af materialet til biokemiske molekyler som f.eks. DNA og andre nukleinsyrer, lipider, polysakkarider, proteiner, receptorer, hormoner, coenzymer og vitaminer.
| H                                             |    |    |    |    |    |    |    |    |    |    |    |    |     |    |     |    |     | He  |
| Li                                            | Be |    |    |    |    |    |    |    |    |    |    |    | B   | C  | N   | O  | F   | Ne  |
| Na                                            | Mg |    |    |    |    |    |    |    |    |    |    |    | Al  | Si | P   | S  | Cl  | Ar  |
| K                                             | Ca |    | Sc | Ti | V  | Cr | Mn | Fe | Co | Ni | Cu | Zn | Ga  | Ge | As  | Se | Br  | Kr  |
| Rb                                            | Sr |    | Y  | Zr | Nb | Mo | Tc | Ru | Rh | Pd | Ag | Cd | In  | Sn | Sb  | Te | I   | Xe  |
| Cs                                            | Ba | *  | Lu | Hf | Ta | W  | Re | Os | Ir | Pt | Au | Hg | Tl  | Pb | Bi  | Po | At  | Rn  |
| Fr                                            | Ra | ** | Lr | Rf | Db | Sg | Bh | Hs | Mt | Ds | Rg | Cn | Uut | Fl | Uup | Lv | Uus | Uuo |
|                                               |    |    |    |    |    |    |    |    |    |    |    |    |     |    |     |    |     |     |
|                                               |    | *  | La | Ce | Pr | Nd | Pm | Sm | Eu | Gd | Tb | Dy | Ho  | Er | Tm  | Yb |     |     |
|                                               |    | ** | Ac | Th | Pa | U  | Np | Pu | Am | Cm | Bk | Cf | Es  | Fm | Md  | No |     |     |
| De fire elementære biokemiske grundstoffer    |    |    |    |    |    |    |    |    |    |    |    |    |     |    |     |    |     |     |
| Andre vigtige biokemiske grundstoffer         |    |    |    |    |    |    |    |    |    |    |    |    |     |    |     |    |     |     |
| Essentielle biokemiske sporstoffer            |    |    |    |    |    |    |    |    |    |    |    |    |     |    |     |    |     |     |
| Grundstoffer med foreslået biokemisk funktion |    |    |    |    |    |    |    |    |    |    |    |    |     |    |     |    |     |     |

Dannelsen af peptider katalyseret af COS og metalioner i vulkanske miljøer ved hydrotermiske væld kan have været første trin på vej til at danne proteiner til de første levende organismer for omkring 4 milliarder år siden.

## Mikroorganismer
Jordens sande regenter er mikroorganismerne. Oprindeligt troede man, at Livet først fandt sin plads på Jorden i perioden Kambrium, men det er gennem palæontologiske fund påvist, at liv, mikrober, allerede levede i æonen Arkæikum for 3.800 millioner år siden – et stykke inde i superæonen Prækambrium. Man har fundet spor af fotosyntetiserende mikrober fra ca. 3.700 millioner år siden og danske forskere har fundet indirekte indikationsspor fra ca. 3.800 millioner år siden. Det var bl.a. fotosyntetiserende mikrober som forårsagede, at havvandet blev iltet, en iltholdig atmosfære dannedes for ca. 3 milliarder år siden (iltkatastrofen) og dermed var der tilendebragt en terraforming, der muliggjorde højere liv på landjorden, i luften og i vandet.
I dag har man opdaget mikrober, som lever ved at gnave sig igennem selve havbunden fra 0 til 300 meter fra havbundfladen og nedefter.

 
Man har også fundet mikrober under jorden, som lever af brint og andre, som lever ved at reducere sulfat.

 
I dag tror man faktisk, at der vægtmæssigt findes mere liv under jorden end på den.

Ydermere tror en del, at livet opstod ved havbunden ved hydrotermiske væld.

Omkring 2007 fandt man nogle svampe, der menes at kunne omdanne radioaktiv stråling til kemisk energi via stoffet melanin – ligesom klorofyl anvendes til at omdanne kemisk energi ud af sollys.

 
Herudover har man fundet flere bakterier som kan leve, formere sig og trives bedre i højradioaktive miljøer.

Deinococcus radiodurans' DNA er blevet sammenlignet med andet liv på jorden og den har et højt slægtskab med nogle af disse.

I 2010 blev det offentliggjort, at man havde fundet det første korsetdyr (Loricifera-medlem), som ikke krævede ilt, men derimod hydrogen for at leve og formere sig.

I år 2020 blev det offentliggjort, at en bakteriekoloni af Deinococcus radiodurans har levet et helt år på ydersiden af den Internationale Rumstation i både UV-stråling, vakuum, kulde og varme.
Professor Minik Rosing
 
har sammen med amerikanske og franske kolleger fremsat en teori om at kontinenternes primære basismateriale granit, er dannet af gensmeltet forvitret basalt og fotosyntetiserende mikrobers affaldsstof ilt.

## Systematik

### Historie
Aristoteles (384 f.Kr. – 322 f.Kr.) udarbejdede en inddeling af naturen, der var baseret på materiale indsamlet af Alexander den Store og klassificerede liv i to grupper: planter og dyr, hvilket blev en del af Scala naturae. Dyrene blev beskrevet temmelig nuanceret for hans tid, hvilket har givet Aristoteles betegnelsen zoologiens fader. 
Lige siden Carl von Linné udgav sit værk Systema naturae i 1735, har der været diskussion om, hvor mange biologiske riger liv skal indplaceres i.
 
Carl von Linné lagde grunden til livs klassifikation ved alene at kigge på livs makroskopiske ligheder. Det kaldes også fænetisk systematik.
Aristoteles, Carl von Linné og deres samtid kendte ikke til encellet og flercellet småt liv – mikroorganismer (mikrober) som f.eks. bakterier, alger, arker – og det er bl.a. dette liv, som giver biologerne flest systematikudfordringer. Grunden er, at man ikke kan forlade sig på makroskopiske egenskaber, dog med undtagelse af karakterisering via en mikrobekulturs udseende i en petriskål med agar. Man er nødt til at se på deres DNA, cellestruktur og organeller for at kunne klassificere dem, og her viser det sig, at deres forskellighed er større end makroskopisk livs – f.eks. svampe, planter og dyr. Mange eukaryote mikrober kan ikke indplaceres, og de er indtil videre lagt i "rodekassen" protister.

### Moderne systematik
Selv omkring år 2000 var der ikke enighed om, hvor mange biologiske riger, liv skal indplaceres i.

 
Grunden er, at man selv i dag opdager nye arter og nye egenskaber i arter.

 
Siden opdagelsen af DNA og brugen af kladogrammer, har man anvendt denne nye måde til at kunne sammenligne udvalgte dele af livs DNA (kladistisk systematik) og ren DNA systematik, der kaldes fylogenetisk systematik. Men på grund af DNA`s store informationsmængde er man nødt til at plukke udvalgte dele af DNA ud og benytte det til systematiseringen og sammenholde det med den gamle fænetiske systematik. Denne systematik kaldes evolutionær systematik. Hvilke dele af DNA, der skal anvendes, overlades til den enkelte forskers eller forskergruppes vurdering, og da forskellige forskere kan have hver deres syn på, hvad der skal vælges, er det en kilde til debat og diskussion.
 Det viser sig desuden, at især småt liv forholdsvis tit udveksler gener (nogle DNA-stumper f.eks. i form af plasmider), hvilket gør klassificeringen endnu sværere og mere interessant.

 
Indtil for få årtier siden blev livs "spontane" genoverførsel anset for stort set umuligt.

### Nyere systematikjusteringer
Nogle af de større justeringer af systematik for makroskopisk liv har f.eks. været at påvise, at fuglene med stor sikkerhed nedstammer fra en taksonomisk linje i dinosaurerne (man har fundet dinosaurer med fjer på); søkøer og elefanter er ret tæt beslægtede; planternes og dyrenes gruppering er internt blevet ændret noget. Blandt andet på grund af disse ændringer har mange livsgrupperinger fået flere latinske navne, som er afhængig af den givne grupperings placering. Andre latinske grupperinger er nydannede, og andre igen er blevet kasserede som f.eks. prokaryot. Herudover er der blevet opdaget nye dyr, lige fra de mindre bjørnedyr og Mantophasmatodea til de større, Kæmpeblæksprutte, kolosblæksprutte, kæmpemund. Nogle livsformer er tidligere blevet anset for at være svindelnumre, uddøde eller har været svære at indplacere som f.eks. næbdyr (ligner en krydsning mellem en and og en bæver), weta (kæmpeinsekt der ligner en krydsning mellem en kakerlak og en fårekylling), Wollemia nobilis og den blå fisk – og herudover kødædende planter (f.eks. venus-fluefanger).
I 2003 blev livet inddelt på følgende måde. Prokaryota blev tidligere anvendt som en fællesbetegnelse om Eubacteria og Archaea. Det bliver den ikke mere, da de er for forskellige:
- Domæne Ikke-cellet liv Acytota (syn. Aphanobionta, fx vira, prioner...)
- Domæne Bakterier Bacteria
  - Rige Ægte bakterier Eubacteria (fx Spirulina, Blågrønalger...)
- Domæne Arkæer Archaea
  - Rige Arkebakterier Archebacteria
- Domæne Eukaryoter Eukaryota (syn. Eucarya og Eucaryotae, organismer med celler, der indeholder en cellekerne)
  - Opisthokonta
    - Rige Dyr Metazoa
    - Choanoflagellater (kraveflagellater)
    - Rige Svampe Fungi (Mycota)
    - Rige (?) Microsporidia

  - Alveolates (fx dinoflagellater, ciliater, apicomplexa)[51]
  - Stramenopila (syn. Stramenopiles, tidligere: Chromista, Heterokonta og Chromobionta, fx kiselalger, brunalger, fingertang, blæretang...)
  - Række Rødalger Rhodophyta (syn. Rhodophycota, fx Nori...) [52]
  - Rige Grønne planter Viridaeplantae (fx grønalger (inkl. prasinophyter) og højere planter)
  - Rige Protister Protista (syn. Protoctista, fx protozo, svampedyr, amøbe...) – resten af Eukaryota, som ikke kan indplaceres andre steder.